# Coryllis de Wallace
Loriculus flosculus
Espèce
Statut de conservation UICN

 VU  : Vulnérable
Statut CITES
Le coryllis de Wallace (Loriculus flosculus) ou loricule de Wallace, est un psittacidé endémique de l'île de Florès, dans les petites îles de la Sonde, en Indonésie.

## Aire de répartition
Limité à Florès.

## Sous-espèces
Pas de sous-espèces.